# Хеврон
Хевро́н (івр. חֶבְרוֹן, Хеврон; араб. الخليل, Аль-Халіль) — найбільше місто в південній частині Західного берега річки Йордан у Палестинській автономії, столиця провінції Хеврон. Розміщене за 30 км південніше Єрусалиму на висоті 927 м над рівнем моря. Населення близько 166 000 палестинців (2006) та 800 ізраїльтян, що проживають в історичному єврейському кварталі і біля нього, для захисту яких частина міста знаходиться під контролем ізраїльської армії.
Хеврон — одне з найдавніших міст світу, знаходиться в історичній області Юдея (і є в коліні Юди), вшановується в юдаїзмі другим за святості містом після Єрусалима. Найвідоміше історичне місце в Хевроні — це Печера Патріархів, яка є святинею для юдеїв, християн і мусульман.
У Біблії також згадується як Кириаф-Арба (1 М. 23:2, 35:27); сьогодні цим ім'ям названо прилегле до Хеврону ізраїльське місто.
Хеврон входить до числа чотирьох святих для євреїв міст (Єрусалим, Хеврон, Тверія і Цфат)

## Історія
До 1300 року до н. е. — центр ханаанської культури, місце проживання «велетнів».
Після завоювання євреями Ханаану увійшов в наділ коліна Юди і був переданий сім'ї Халева, сина Єфонії  — Єг. 14:13-15, Навин 15:13.
Єврейське населення безперервно жило в Хевроні протягом більше 3 тисячоліть — з 13 ст. до н. е. і по 1929 рік.
Хеврон став першою столицею царя Давида у 950 р. до н. е. В Хевроні син Давида Авесалом проголосив себе царем та підняв повстання проти свого батька (2 Цар. 15:7-12). При Ровоамі Хеврон, як одне з найважливіших міст на півдні Юдеї, було сильно укріплене.
Після вавилонського полону був заселений переважно ідумеями. Потім увійшов до складу Хасмонейського царства при Александрі Яннаї, потім, при Іроді Великому і його синах, був частиною Юдеї і нарешті — частиною римської провінції Юдея, пізніше перейменованої в Палестину.
Візантійці перетворюють «Печеру Патріархів» (Печера Махпела) у церкву. У 614 році місто було зайняте перської армією Хосрова II, але незабаром було повернено до Візантії. У 638 завойоване мусульманами. У 1100—1187 роках — знаходиться під владою хрестоносців, потім — до 1517 р. — в руках мамлюків.
До Першої світової війни — під османським управлінням, за результатами війни — під британським мандатом.
Англійська влада не звертала увагу на заклики арабських лідерів до знищення єврейської громади в Хевроні. У 1929 році це призвело до масового єврейського погрому в місті. Було вбито 67 євреїв, сотні євреїв були покалічені. Єврейська лікарня Бейт-Хадасса, в якій лікувалися всі жителі міста, була розграбована і зруйнована. У 1936 році єврейське населення Хеврона було евакуйовано з міста.
У 1948—1967 рр. Хеврон був окупований Йорданією. У ході Шестиденної війни 1967 року опинився під контролем Ізраїлю.
У 1968 році ініціативна група на чолі з рабином Моше Левінгером вирішила відновити єврейську присутність у Хевроні. Згодом були створені 3 єврейських квартали: Авраам-Авін, Бейт-Хадасса і Тель-Румейда. На сьогоднішній день там проживає близько 650 осіб.
У відродженні єврейського Хеврона важливу роль зіграв репатріант з СРСР, професор фізики Бенціон Тавгер. Його зусиллями були відновлені з руїн синагога, що носить ім'я Авраама, і старе єврейське кладовище.

### Сучасне становище
На початку 1997 року, згідно з Хевронськими угодами місто було розділено на два сектори: H1 і H2. Сектор H1, у якому проживає 120 тис. палестинців, перейшов під контроль Палестинської адміністрації. Сектор H2, який населяють 30 тис. палестинців, залишається під контролем ізраїльської армії для захисту декількох сотень мешканців єврейського кварталу. Перейти з сектора в сектор можна через будь-який з 16 ізраїльських контрольно-пропускних пунктів. У Хевроні найчастіше відбуваються збройні зіткнення між ізраїльською армією, єврейськими поселенцями і арабами.

## Печера Махпела́

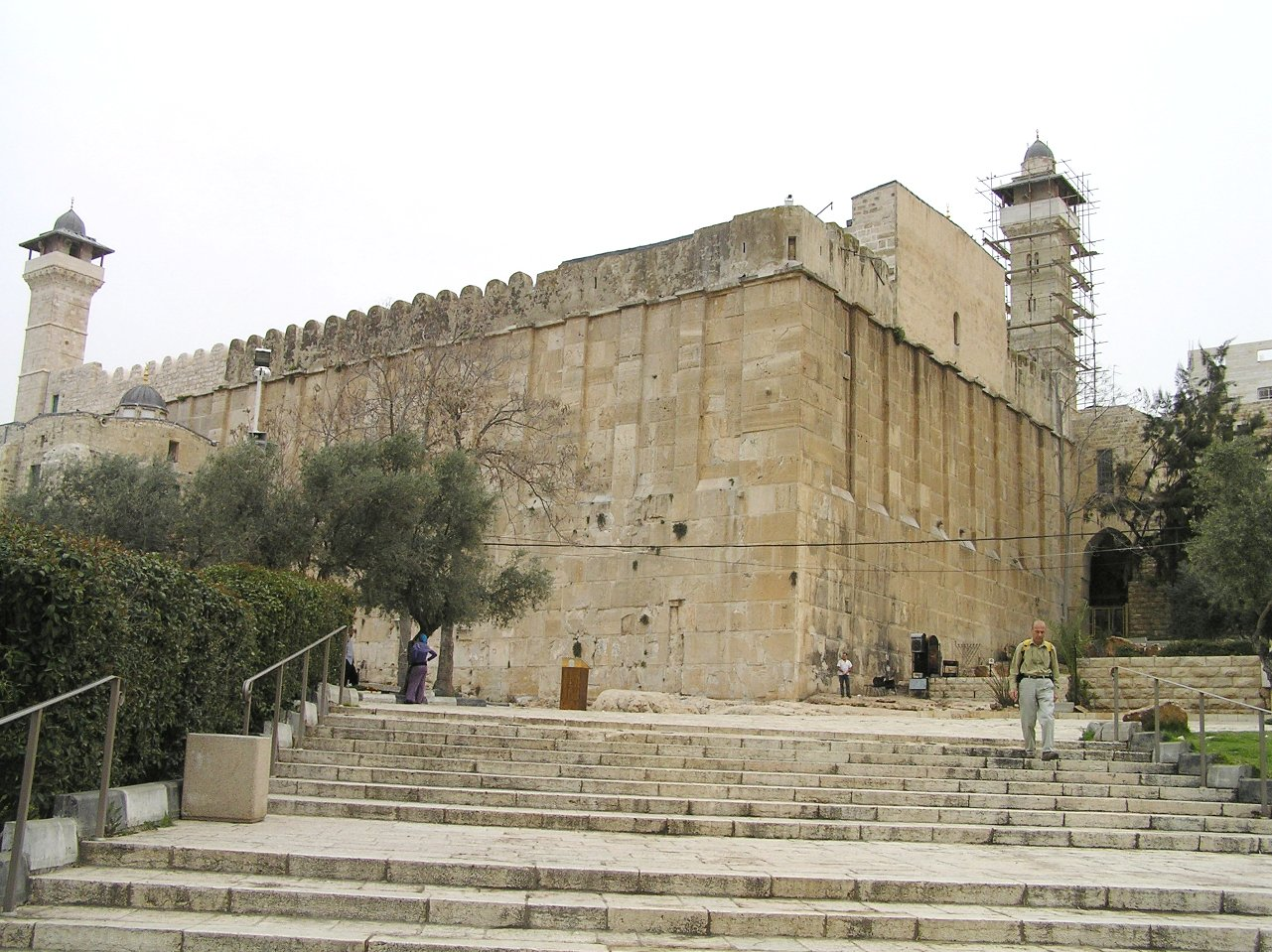
Печера патриархів (Махпела́).

Головна святиня Хеврона — печера Махпела́ (івр. מְעָרַת הַמַּכְפֵּלָה, Ме‘ара́т ха-махпела́, «Подвійна печера»; араб. الحرم الإبراهيمي, Хара́м-ал-Халіл). Згідно з монотеїстичною традицією, в цьому місці поховані перші люди, Адам і Єва, а також біблійні патріархи та їхні дружини — Авраам і Сара, Ісаак і Ревека, Яків та Лія. Будівля, що стоїть на місці їх можливих поховань, збереглася, щонайменше, з часів Ірода.
Сьогодні будівлю відкрито таким чином, що в ній проводяться як єврейські, так і мусульманські богослужіння. Відомості про саму печеру, над якою споруджено будинок, дуже незначні. Відомо лише про декілька ходів і підземні гроти — наукові дослідження на місці практично неможливі через релігійну протидію мусульманської вакфи.
25 лютого 1994 р. ізраїльтянин Барух Гольдштейн (з Кір'ят-Арба) здійснив теракт, вбивши з автомата 29 мусульман з Хеврону, котрі там молилися, а потім був і він убитий тими, хто там молився.